# Le Cubisme
Le Cubisme est une exposition artistique au Centre national d'art et de culture Georges-Pompidou, à Paris, du 17 octobre 2018 au 25 février 2019. Portant sur le cubisme, elle a Brigitte Leal, Christian Briend et Ariane Coulondre pour commissaires.

## Liste de quelques œuvres exposées
- Anonyme, masque fang.

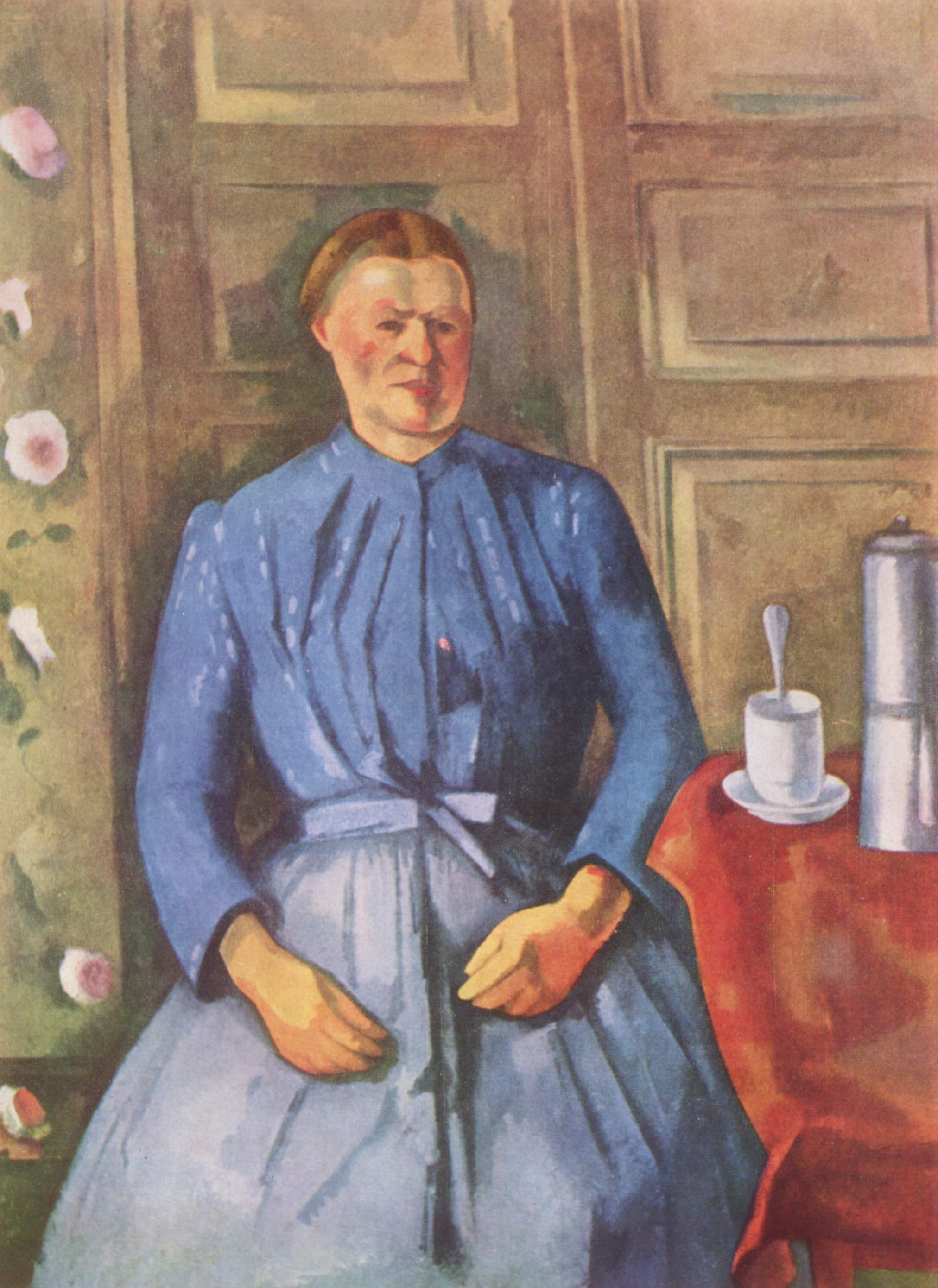
La Femme à la cafetière, Paul Cézanne, 1890-1895.

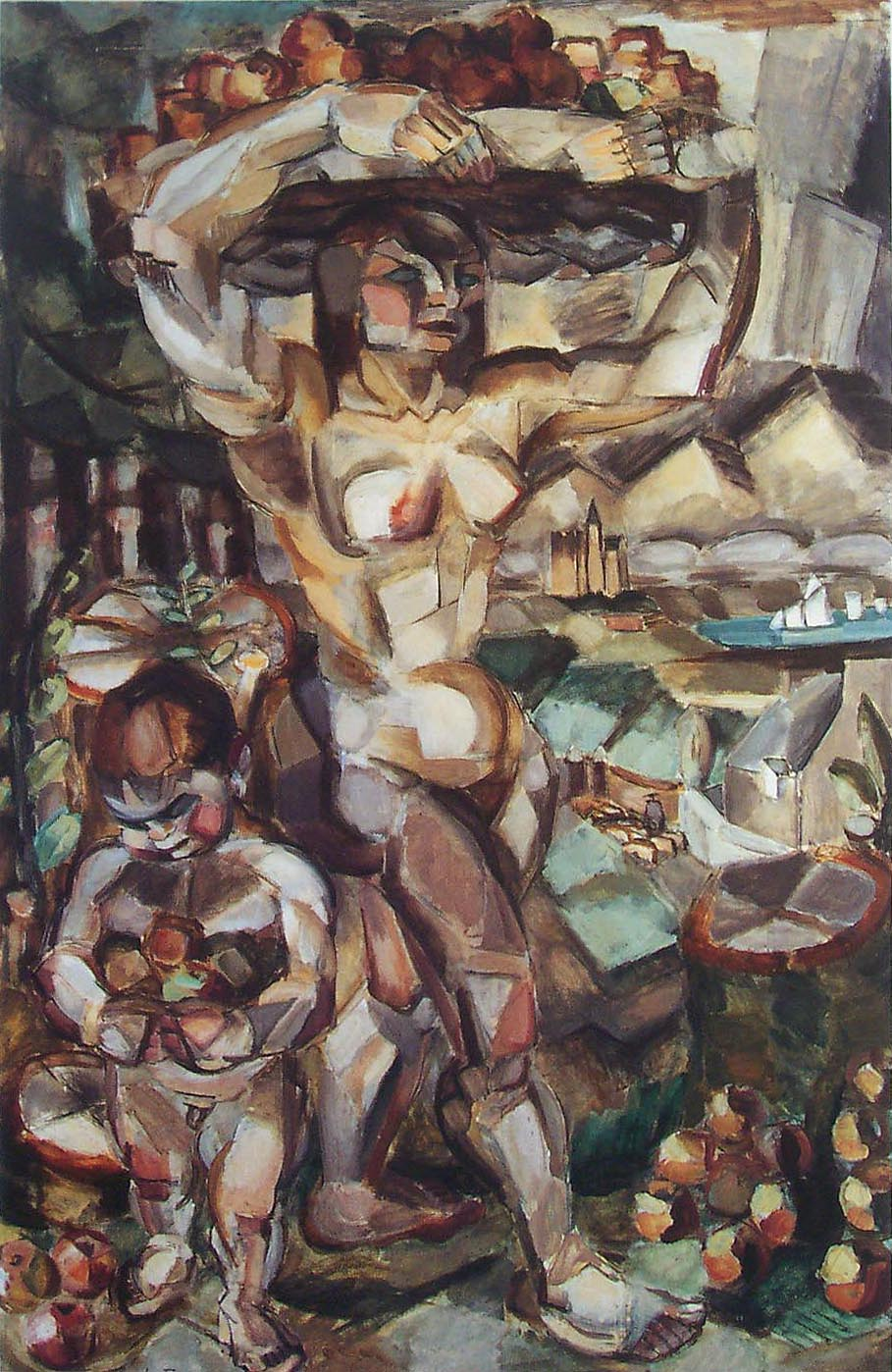
L'Abondance, Henri Le Fauconnier, 1910-1911.

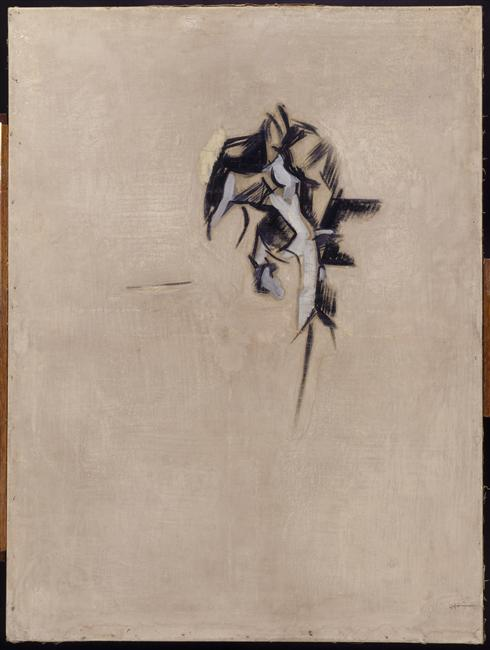
Portrait de Guillaume Apollinaire, Robert Delaunay, 1911.

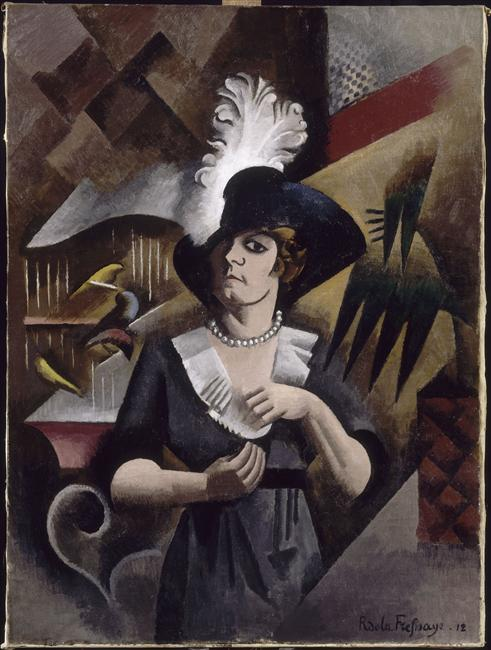
Alice au grand chapeau, Roger de La Fresnaye, 1912.

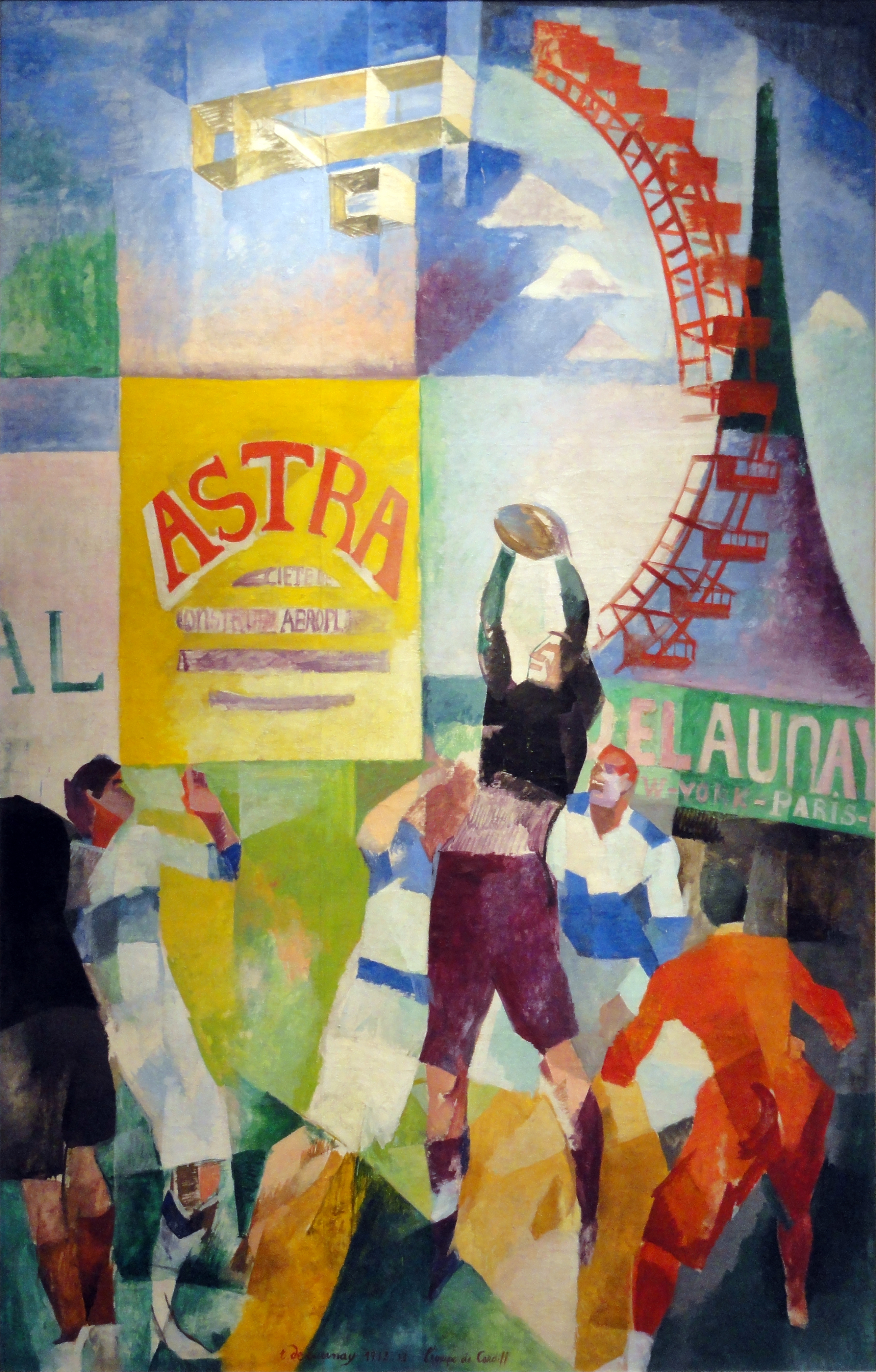
L'Équipe de Cardiff, Robert Delaunay, 1912-1913.

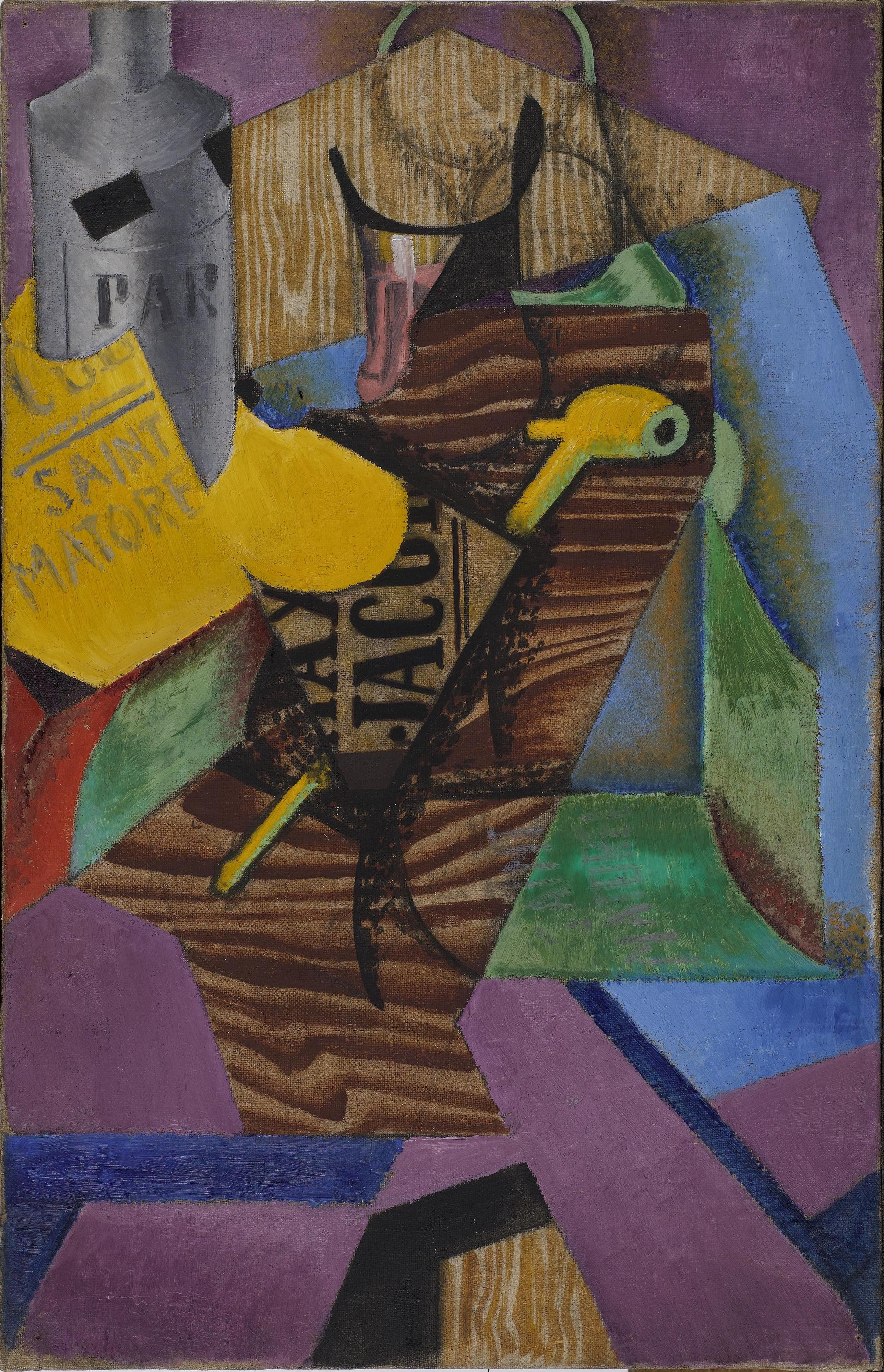
Nature morte au livre, Juan Gris, 1913.

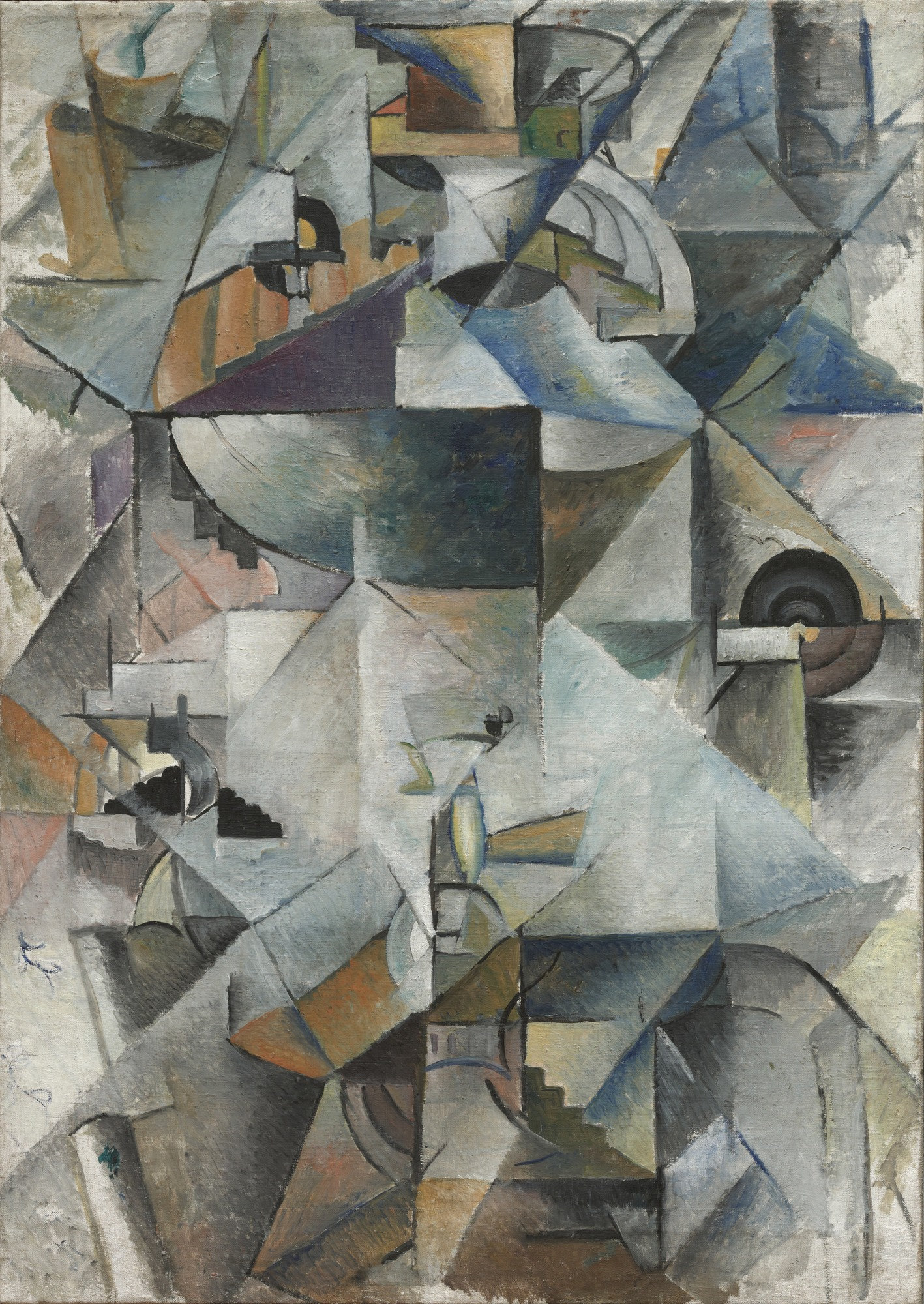
Samovar, Kasimir Malevitch, 1913.

- Anonyme, statue nkisi nkonde, yombé.
- Pierre Albert-Birot, La Guerre, 1916.
- Constantin Brâncuși, La Muse endormie, 1910.
- Constantin Brâncuși, Le Baiser, 1923-1925.
- Georges Braque, Le Grand Nu, 1907-1908.
- Georges Braque, Arbres à L'Estaque, 1908.
- Georges Braque, Le Viaduc à L'Estaque, 1908.
- Georges Braque, Les Instruments de musique, 1908.
- Georges Braque, Maisons et arbre, 1908.
- Georges Braque, La Roche-Guyon, 1909.
- Georges Braque, La Roche-Guyon : le château, 1909.
- Georges Braque, Broc et Violon, 1909-1910.
- Georges Braque, Les Usines du Rio-Tinto à L'Estaque, 1910.
- Georges Braque, Clarinette et bouteille de rhum sur une cheminée, 1911.
- Georges Braque, Femme lisant, 1911.
- Georges Braque, Le Guéridon, 1911.
- Georges Braque, Nature morte au violon, 1911.
- Georges Braque, Violon, 1911.
- Georges Braque, Le Portugais, 1911-1912.
- Georges Braque, Compotier, bouteille et verre, 1912.
- Georges Braque, Guitare, 1912.
- Georges Braque, Femme à la guitare, 1913.
- Georges Braque, Guéridon, 1913.
- Georges Braque, La Guitare : « Statue d'épouvante », 1913.
- Georges Braque, L'Homme à la guitare, 1914.
- Georges Braque, Violon et pipe (Le Quotidien), 1913-1914.
- Georges Braque, La Musicienne, 1917-1918.
- Georges Braque, Café-Bar, 1919.
- Paul Cézanne, Cinq baigneuses, vers 1885-1887.
- Paul Cézanne, La Table de cuisine, vers 1888-1890.
- Paul Cézanne, La Femme à la cafetière, 1890-1895.
- Paul Cézanne, Portrait d'Ambroise Vollard, 1899.
- Marc Chagall, À la Russie, aux ânes et aux autres, 1911.
- Marc Chagall, Les Portes du cimetière, 1917.
- Robert Delaunay, La Ville n°2, 1910.
- Robert Delaunay, La Ville de Paris, 1910-1912.
- Robert Delaunay, Portrait de Guillaume Apollinaire, 1911.
- Robert Delaunay, Une fenêtre, 1912.
- Robert Delaunay, L'Équipe de Cardiff, 1912-1913.
- Sonia Delaunay, La Prose du Transsibérien et de la petite Jehanne de France, 1913.
- Sonia Delaunay, Le Bal Bullier, 1913.
- Sonia Delaunay, Prismes électriques, 1914.
- Félix Del Marle, Le Port, 1913.
- André Derain, Nu debout, 1907.
- André Derain, Nature morte à la table, 1910.
- Marcel Duchamp, Les Joueurs d'échecs, 1911.
- Marcel Duchamp, Roue de bicyclette, 1913/1964.
- Raymond Duchamp-Villon, Le Cheval majeur, 1914/1976.
- Raoul Dufy, Arbres à L'Estaque, 1908.
- Serge Férat, Nature morte, 1914.
- Paul Gauguin, Soyez mystérieuses, 1890.
- Paul Gauguin, Oviri, 1894.
- Albert Gleizes, Portrait de Jacques Nayral, 1911.
- Albert Gleizes, Les Baigneuses, 1912.
- Albert Gleizes, Les Joueurs de football, 1912-1913.
- Albert Gleizes, Portrait de l'éditeur Eugène Figuière, 1913.
- Albert Gleizes, Portrait d'un médecin militaire, 1914.
- Albert Gleizes, Le Chant de guerre, 1915.
- Juan Gris, Le Livre, 1911.
- Juan Gris, La Guitare, 1913.
- Juan Gris, Nature morte au livre, 1913.
- Juan Gris, Poires et raisins sur une table, 1913.
- Juan Gris, Violon et Verre, 1913.
- Juan Gris, Le Papier à musique, 1913-1914.
- Juan Gris, Le Petit Déjeuner, 1915.
- Juan Gris, Verre et Journal, 1916.
- Juan Gris, Nature morte à la plaque, 1917.
- Juan Gris, Nature morte sur une chaise, 1917.
- Auguste Herbin, Les Trois Arbres, 1913.
- Roger de La Fresnaye, Alice au grand chapeau, 1912.
- Marie Laurencin, Apollinaire et ses amis, 1909.
- Henri Laurens, Tête, 1918-1919.
- Henri Le Fauconnier, Le Poète Paul Castiaux, 1910.
- Henri Le Fauconnier, L'Abondance, 1910-1911.
- Fernand Léger, La Couseuse, 1910.
- Fernand Léger, La Noce, 1911.
- Fernand Léger, La Femme en bleu, 1912.
- Fernand Léger, Le Passage à niveau, 1912.
- Fernand Léger, Contrastes de formes, 1913.
- Fernand Léger, L'Escalier, 1914.
- Fernand Léger, Le Réveil-matin, 1914.
- Fernand Léger, Les Maisons dans les arbres, 1914.
- Kasimir Malevitch, Samovar, 1913.
- Kasimir Malevitch, Croix noire, 1915.
- Henri Matisse, Porte-fenêtre à Collioure, 1914.
- Henri Matisse, Tête blanche et rose, 1914.
- Jean Metzinger, Femme au cheval, 1912.
- Jean Metzinger, L'Oiseau bleu, 1913.
- Jean Metzinger, Soldat au jeu d'échec, vers 1915-1916.
- Piet Mondrian, Paysage avec arbres, 1912.
- Piet Mondrian, Composition n°IV / Composition 6, 1914.
- Francis Picabia, L'Arbre rouge, vers 1912.
- Francis Picabia, La Procession, Séville, 1912.
- Francis Picabia, Udnie, 1913.
- Pablo Picasso, Portrait de Gertrude Stein, 1905-1906.
- Pablo Picasso, Autoportrait, 1907.
- Pablo Picasso, Buste de femme, 1907.
- Pablo Picasso, Mère et enfant, 1907.
- Pablo Picasso, Portrait de Max Jacob, 1907.
- Pablo Picasso, Buste de femme, 1907.
- Pablo Picasso, Trois figures sous un arbre, 1907-1908.
- Pablo Picasso, Cruche, bol et compotier, 1908.
- Pablo Picasso, Deux femmes nues debout, 1908.
- Pablo Picasso, Nu aux bras levés de profil, 1908.
- Pablo Picasso, Nu debout de face, 1908.
- Pablo Picasso, Paysage aux deux figures, 1908.
- Pablo Picasso, Pains et compotier aux fruits sur une table, 1908-1909.
- Pablo Picasso, Maisons sur la colline, 1909.
- Pablo Picasso, La Bouteille d'anis del Mono (Nature morte à la bouteille de liqueur), 1909.
- Pablo Picasso, Portrait de Fernande Olivier, 1909.
- Pablo Picasso, Portrait d'Ambroise Vollard, 1909-1910.
- Pablo Picasso, Femme assise dans un fauteuil, 1910.
- Pablo Picasso, Femme nue, 1910.
- Pablo Picasso, La Femme au pot de moutarde, 1910.
- Pablo Picasso, Le Guitariste, 1910.
- Pablo Picasso, Portrait de Daniel-Henry Kahnweiler, 1910.
- Pablo Picasso, Homme à la pipe, 1911.
- Pablo Picasso, Homme à la guitare, 1911.
- Pablo Picasso, Homme à la mandoline, 1911.
- Pablo Picasso, L'Accordéoniste, 1911.
- Pablo Picasso, Mandoliniste, 1911.
- Pablo Picasso, Nature morte à la bouteille de rhum, 1911.
- Pablo Picasso, Homme à la clarinette, 1911-1912.
- Pablo Picasso, Nature morte sur un piano, 1911-1912.
- Pablo Picasso, Femme à la guitare, 1911-1914.
- Pablo Picasso, L'Aficionado, 1912.
- Pablo Picasso, Le Poète, 1912.
- Pablo Picasso, Nature morte à la chaise cannée, 1912.
- Pablo Picasso, Nature morte espagnole Sol y Sombra, 1912.
- Pablo Picasso, Violon, verres, pipe et ancre, 1912.
- Pablo Picasso, Le Guéridon, 1913-1914.
- Pablo Picasso, Homme à la pipe, 1914.
- Pablo Picasso, Le Violon, 1914.
- Pablo Picasso, Portrait de jeune fille, 1914.
- Pablo Picasso, Cartes à jouer, verres, bouteille de rhum, 1914-1915.
- Pablo Picasso, Arlequin et femme au collier, 1917.
- Henri Rousseau, La Muse inspirant le poète, 1909.
- Léopold Survage, Les Usines, 1914.
- Léopold Survage, La Baronne d'Oettingen, 1917.
- Henry Valensi, Moscou la sainte, 1912.
- Jacques Villon, L'Atelier de mécanique, 1914.